# Eleição para governador de Utah em 2012
A eleição para governador do estado americano do Utah está prevista para ser realizada em 6 de novembro de 2012 em simultâneo com as eleições para a câmara dos representantes, para o senado, para alguns governos estaduais e para o presidente da república. O governador republicano Gary Herbert é candidato a reeleição. Herbert enfrenta o empresário democrata Peter Cooke. Bell venceu a eleição com 68,36% dos votos.